# ФК Минерал 2015 Рудно
ФК Минерал 2015 Рудно је фудбалски клуб из Рудна, Србија, и тренутно се такмичи у фудбалу Друга градска лига Краљево група Ибар, седмом такмичарском нивоу српског фудбала. ФК Минерал 2015 Рудно је основан 2015 године.
| Сезона   | Ранг | Лига                                  | Позиција | ИГ | Д | Н | П | ГД | ГП | ГР | Бод | Куп |
| -------- | ---- | ------------------------------------- | -------- | -- | - | - | - | -- | -- | -- | --- | --- |
| 2015/16. |      | Друга градска лига Краљево група Ибар | -        | -  | - | - | - | -  | -  | -  | -   | -   |